# 笹路正徳
笹路 正徳（ささじ まさのり、1955年5月3日 - ）は、音楽プロデューサー、編曲家、キーボード奏者、作曲家である。

## 人物
プリンセス・プリンセス、UNICORN、SHOW-YA、松田聖子、スピッツ、PUFFY、the brilliant green、THE YELLOW MONKEY、コブクロ、など数多くのアーティストをプロデュースするほか、アニメやドラマの劇伴も手掛ける日本を代表する音楽プロデューサー。J-POPからジャズに至る幅広い分野でプロデュース・アレンジ・演奏・作曲を行う。

## 来歴
出身は東京都であるが、生まれは群馬県高崎市。4才の時からピアノを始め、小学生でザ・ベンチャーズ、ザ・ビートルズ等に憧れ、ギターを手にする。中学時代はクリーム、ジミ・ヘンドリックスに傾倒するとともにラリー・コリエルでジャズに出会う。東京学芸大学附属高等学校入学後、自分より上手いギタリストに出会い、キーボードに回帰。その後、ミュージシャンではなくレコード会社や音楽出版社などへの就職を志して慶應義塾大学に進学する。同大学のジャズ研究会でジャズ・ピアノの研鑚を積んでモダン・ジャズの奏法を習得したのち、当時盛行していたフュージョンを中心とした音楽活動をする。
大学在学中の1977年、「鈴木勲グループ」に参加し、ジャズ・ピアニストとしてプロのキャリアをスタートさせる。その後、様々なグループへの参加やスタジオ・ミュージシャンとしての活動でプレイヤーとしての地位を徐々に築き上げていく。またコンポーザーやアレンジャーとしての活動も平行して行うようになる。
1980年、ソロ名義でアルバム『HOT TASTE JAM』と『HELL-TER SKELTER』をリリース。また時期を同じくして清水靖晃・土方隆行・渡辺モリオ・村川ジミー聡・山木秀夫らと結成したジャズ・フュージョン系のグループ「マライア」（ビーイング所属）でメジャーデビューし、1983年までに5枚のアルバムを発表する。それと並行して1981年から1982年には渡辺香津美の「KAZUMI BAND」に参加する。
1983年、「MARIAH」解散と同時に、土方隆行とロックバンド「ナスカ」を結成し、1987年までに3枚のアルバムを発表する。この頃より、アレンジャー・プロデューサーとしての活動が注目され始める。
1987年、プリンセス・プリンセスのプロデュースを始める。学生時代の友人で同バンドの制作担当プロデューサーだった河合誠一マイケルに声をかけられ、2ndシングル「世界でいちばん熱い夏」からバンド解散まで共同で担当することになる。
1988年、UNICORNのプロデュースを始める。初期三作のアルバムを手掛ける。
1989年、SHOW-YAのプロデュースを始める。同バンド最高売り上げとなったアルバム『Outerlimits』や「限界LOVERS」「私は嵐」などのヒットシングルを手掛ける。
1991年、土方隆行、青山純、坂井紀雄と共に、奥居香や奥田民生とのセッションで知られる期間限定ハードロックバンド「SASAJIE'S」（ササジーズ）を結成。
1993年4月、スピッツから同バンド初の外部プロデューサーとして招かれる。1997年まで担当し、バンド最高売り上げのヒットシングル「ロビンソン」などを手掛ける。
1998年5月、自ら見つけてプロデュースをしたいとレコード会社に持ち込んだthe brilliant greenのシングル「There will be love there -愛のある場所-」をプロデュース。
2000年、しばらく遠ざかっていたジャズのビッグバンドに挑戦した「M.Sasaji&L.A.Allstars」としてCD及びSACDをリリース。翌年にはそのセカンドアルバムをライブ・レコーディングした。
2001年、コブクロのプロデュースを始める。メジャーデビュー・シングル「YELL〜エール〜/Bell」からコブクロがセルフプロデュースに移行する2004年までの作品を担当。
2003年、現代のジャズを追求するインディーズレーベル“K's TRACKS”を立ち上げる。レーベル・プロデューサーとして森山威男&杉本喜代志『Battery's not included』、音川英二 with 森山威男『存在 New & Old Wonder』の2枚を8月27日に全国同時発売した。
2005年、伊東たけし、村田陽一、土方隆行、カルロス菅野、櫻井哲夫、則竹裕之からなる７人編成のバンド「CAST」を結成。
2006年から森山直太朗のCDプロデュースを始め、2007年から2008年には全国ツアーの音楽監督を担当。
2010年、「Masanori Sasaji & Japan All Stars」としてビッグバンド・ジャズのライブをホールで行う。
2012年、「MusicReview」というタイトルで定期的なバンド活動をスタート。メンバーは渡嘉敷祐一、岡沢章、土方隆行。

## ディスコグラフィー

### アルバム
|                                                         | 発売日         | タイトル                                                                       | 規格       | 規格品番            | レーベル       | 備考 |
| ------------------------------------------------------- | -------------- | ------------------------------------------------------------------------------ | ---------- | ------------------- | -------------- | --- |
|                                                         | 1980年3月5日   | エレクトロポップス・オブ・ファブフォー '80 (原題: ELECTRO-POPS OF BEATLES '80) | LP盤       | SKS-107             | キングレコード | 清水信之、笹路正徳、清水靖晃というプロデューサー3人がKORGのシンセサイザーを駆使してビートルズの人気曲をカヴァーした企画アルバム。 |
| 1994年2月5日                                            | CD             | エレクトロポップス・オブ・ファブフォー '80 (原題: ELECTRO-POPS OF BEATLES '80) | KICS-8015  |                     | キングレコード | 清水信之、笹路正徳、清水靖晃というプロデューサー3人がKORGのシンセサイザーを駆使してビートルズの人気曲をカヴァーした企画アルバム。 |
| 2016年3月9日                                            | CD             | エレクトロポップス・オブ・ファブフォー '80 (原題: ELECTRO-POPS OF BEATLES '80) | NKCD-6734  | Tower To The People |                | 清水信之、笹路正徳、清水靖晃というプロデューサー3人がKORGのシンセサイザーを駆使してビートルズの人気曲をカヴァーした企画アルバム。 |
| 1st                                                     | 1980年3月1日   | HOT TASTE JAM                                                                  | LP盤       | BMC-4018            | BOURBON        | |
| 1st                                                     | 2004年2月25日  | HOT TASTE JAM                                                                  | CD         | ABCS-58             | AMJ            | |
| 2nd                                                     | 1980年11月1日  | HELL-TER SKELTOR                                                               | LP盤       | BMD-1003            | BOURBON        | |
| 2nd                                                     | 2004年2月25日  | HELL-TER SKELTOR                                                               | CD         | ABCS-59             | AMJ            | |
|                                                         | 2000年11月22日 | Birdland                                                                       | CD         | SRCL-4955           | SME Records    | 編曲・プロデューサーを務めた「M. Sasaji & L.A. Allstars」名義のビッグバンド・アルバム。                                           |
| SACD                                                    | 2000年11月22日 | Birdland                                                                       | SRGL-614   |                     | SME Records    | 編曲・プロデューサーを務めた「M. Sasaji & L.A. Allstars」名義のビッグバンド・アルバム。                                           |
| 2001年10月11日                                          | Multi-ch SACD  | Birdland                                                                       | SSGL-5001  |                     | SME Records    | 編曲・プロデューサーを務めた「M. Sasaji & L.A. Allstars」名義のビッグバンド・アルバム。                                           |
| 2008年6月25日                                           | SACD Hybrid    | Birdland                                                                       | XSCL-10004 |                     | SME Records    | 編曲・プロデューサーを務めた「M. Sasaji & L.A. Allstars」名義のビッグバンド・アルバム。                                           |
|                                                         | 2002年1月19日  | Faraway〜遥かなる旅〜                                                          | CD         | COCB-31779          | 日本コロムビア | サウンド・プロデューサーを務めた「仙波清彦 with 笹路正徳」名義のインスト・アルバム。                                              |
| 2013年5月23日                                           | CORR-10882     | Faraway〜遥かなる旅〜                                                          | CD         |                     | 日本コロムビア | サウンド・プロデューサーを務めた「仙波清彦 with 笹路正徳」名義のインスト・アルバム。                                              |
|                                                         | 2002年11月20日 | Afro Blue                                                                      | CD         | XSCL-2              | SME Records    | 編曲・プロデューサーを務めた「M. Sasaji & L.A. Allstars」名義のビッグバンド・アルバム。                                           |
| Multi-ch SACD                                           | 2002年11月20日 | Afro Blue                                                                      | XSGL-2     |                     | SME Records    | 編曲・プロデューサーを務めた「M. Sasaji & L.A. Allstars」名義のビッグバンド・アルバム。                                           |
| 2008年6月25日                                           | SACD Hybrid    | Afro Blue                                                                      | XSCL-10005 |                     | SME Records    | 編曲・プロデューサーを務めた「M. Sasaji & L.A. Allstars」名義のビッグバンド・アルバム。                                           |
|                                                         | 2002年11月20日 | HEART MUSIC 〜笹路正徳プロデュース・ワークス〜 ワーナー盤                      | CD         | WPC6-10240          | WEA Japan      | 笹路正徳のプロデュース作品を集めたコンピレーション盤。ワーナーとソニーとの合同企画。                                              |
| HEART MUSIC 〜笹路正徳プロデュース・ワークス〜 ソニー盤 | 2002年11月20日 | SRCL-5497                                                                      | CD         | Sony Records        |                | 笹路正徳のプロデュース作品を集めたコンピレーション盤。ワーナーとソニーとの合同企画。                                              |
|                                                         | 2021年1月8日   | School Boy Crush                                                               | CD/配信    |                     | Genuine        | Genuineは宮城純子が設立したレコードレーベル                                                                                       |

## 主な仕事

### プロデュースしたアーティスト
- 上妻宏光（2005 - 2006年）
- 阿川泰子（1980年）
- 秋本奈緒美（1982年）
- 亜波根綾乃（1998年）
- Amusement Park（2003年）
- 安藤まさひろ（1986年）
- JETZT（1989 - 1990年）
- THE YELLOW MONKEY（1999 - 2000年）
- 五輪真弓（1990年）
- 井上慎二郎（1997年）
- いわさきみゆき（1984年）
- infix（1998年）
- 宇井かおり（1997年）
- 上田正樹（1989年）
- VELVET PAW（1990 - 1992年）
- 宇山基道（2005 - 2006年）
- 浦田健志（1990年）
- HY（2006 - 2013年）
- エスカレーターズ（1995 - 1996年）
- 榎本まどか（2003年）
- 大路紗緒（2001年）
- 太田裕美（2006年）
- 小笠原ちあき（1992年）
- 音川英二with森山威男（2003年）
- 小沼ようすけ（2003年）
- ORANGE RANGE（2005年）
- 神山さやか（2002年）
- カルメンマキ（1998年）
- 河田純子（1990年）
- CANCION（2004 - 2006年）
- 菊地朋貴（1988年）
- キャプテンストライダム（2006年）
- 熊木杏里（2012年）
- COIL（2000 - 2001年）
- ゴスペラーズ（2006 - 2013年）
- こだまさおり（2000年）
- 小林香織（2006年）
- コブクロ（2001 - 2004年、2010 - 2012年）
- GOMES THE HITMAN（2001年）
- 彩恵津子（1985年）
- 斎藤さおり（1987 - 1989年）
- 坂井紀雄（1985 - 1986年）
- さかともえり（1997年）
- SASAJIES（1991年）
- 佐藤宣彦（1987年）
- Something ELse（2004年）
- SEEK（1994年）
- 椎名へきる
- Jamestown Story（2011年）
- シド（2012年）
- 篠田元一（2002年）
- JACK KNIFE（1993 - 1995年）
- ジャンク・フジヤマ（2013年）
- 湘南探偵団（2005年）
- SHOW-YA（1989 - 1990年、2012 - 2015年）
  - 寺田恵子（1994年）
- Sweet Shop（1999 - 2000年）
- 杉山清貴（1986年、2013年）
- スピッツ（1993 - 1997年）
- 清野由美（1983年）
- SOURCE（2006年）
- Zoe Heywood（1987年）
- TIMESLIP-RENDEZVOUS（1996 - 1999年）
- 高崎晃（1982年、1996年）
- 高橋洋子（2013年）
- チコチェアー（2003年）
- TUBE（1987年）
- つじあやの（2010年）
- D-LITE from BIGBANG（2013年）
- てつ100%
- TRAMP（2004年）
- TRIPLANE（2010年）
- 中澤信栄（2012年）
- 中村中（2012年）
- 新山詩織（2012 - 2013年）
- 西寺実
- NEW DOBB（1986年）
- noon
- 野沢直子（1989年）
- ハイパービーム（2000年）
- BAZAAR（1989年）
- ハックルベリーフィン（2003年）
- パフィー（1996 - 1999年）
- PTON!（1991 - 1992年）
  - 森岡純（1996年）
- 土方隆行（2001年）
- 平賀マリカ（2010 - 2011年）
- 平川地一丁目（2006年）
- PINK SAPPHIRE（1990年）
- Flying Dutchman（1997年）
- Fragile Rocking Chair（2002年）
- brats on B（1998 - 1999年）
- プラネットアース（1993年）
- フリーボ（2000年）
- the brilliant green（1998年）
- プリンセス・プリンセス（1987 - 1996年）
  - 奥居香（1994 - 1995年）
- BOOM BOOM SATELLITES（2006年）[12]
- THE BLUE HEARTS
- ベイビーレイズ（2013年）
- ベッキー♪#（2010年）
- PERIDOTS（2006年）
- BON'Z
- Bonnie Duck!?（1992年）
- WHiTE（2003年）
- 本城未沙子（1984年）
- Magic Velvet（2001年）
- 松田聖子（1984.5.10発売「夏服のイヴ」編曲、1987 - 1991年）
- 松本梨香（2000年）
- マリーン
- 観月ありさ（1991年）
- 南佳孝
- 宮城純子（2003年）
- 村上リエ（1984年）
- 森山威男&杉本喜代志（2003年）
- 森山直太朗（2006 - 2013年）
- 森山良子（1990 - 1991年）
- 山岡京子（1996 - 1997年）
- 山崎あおい
- 山下久美子（2010年）
- 山本耕史（1997 - 1998年）
- ユニコーン（1988 - 1990年）
  - 西川幸一（1992年）
- LOUDNESS
- ラバーキャロッツ（2004年）
- ラフィンノーズ
- RAMAR（1998 – 1999年）
- Lita（2002年）
- レプリカ（1989年）
- 恋愛信号（1998年）
- Laws of three men（1999 - 2000年）
- THE ROCK BAND （1986年）
- 渡辺真知子（1990年）
- 渡辺学（1997 - 1998年）

### 劇伴
※発表年順
ドラマ
- 東京大地震マグニチュード8.1（1980年）
- 平成夫婦茶碗（2000年）
- 続・平成夫婦茶碗（2002年）

アニメ
- 超力ロボ ガラット（1984年）
- ペリカンロード クラブ・カルーチャ（1986年）
- 精霊使い（1995年）
- 名犬ラッシー（1996年）
- LOVELESS（2005年）

映画
- 丑三つの村（1983年）
- 南へ走れ、海の道を!（1986年）
- バカヤロー! 私、怒ってます（1988年）
- 満月 MR.MOONLIGHT（1991年）

イメージアルバム
- クリスタル☆ドラゴン1〜3（1984 - 1986年）

### その他
- Hot Point（ジャパンプロレス入場テーマ曲）
- オムニバス・アルバム『BMW TAKE5』「BMW Original Take」
  - ドイツの自動車メーカーであるBMWが非売品で制作した、「TAKE 5」のオリジナル＆カバー5曲を収録したオムニバスCDのうちの一曲で、同曲のアレンジ＆プログラミングを手掛けた。演奏は笹路率いるこの曲のためだけに結成された19人のビッグバンドによる演奏である。